# Erbeskopf
Erbeskopf – szczyt w paśmie Hunsrück w zachodnich Niemczech (Nadrenia-Palatynat) o wysokości 816 m n.p.m. Najwyższy punkt kraju związkowego Nadrenia-Palatynat i najwyższy punkt Niemiec na lewym brzegu Renu. Jest ośrodkiem narciarskim, znajduje się tu także tor saneczkarski.

## Galeria

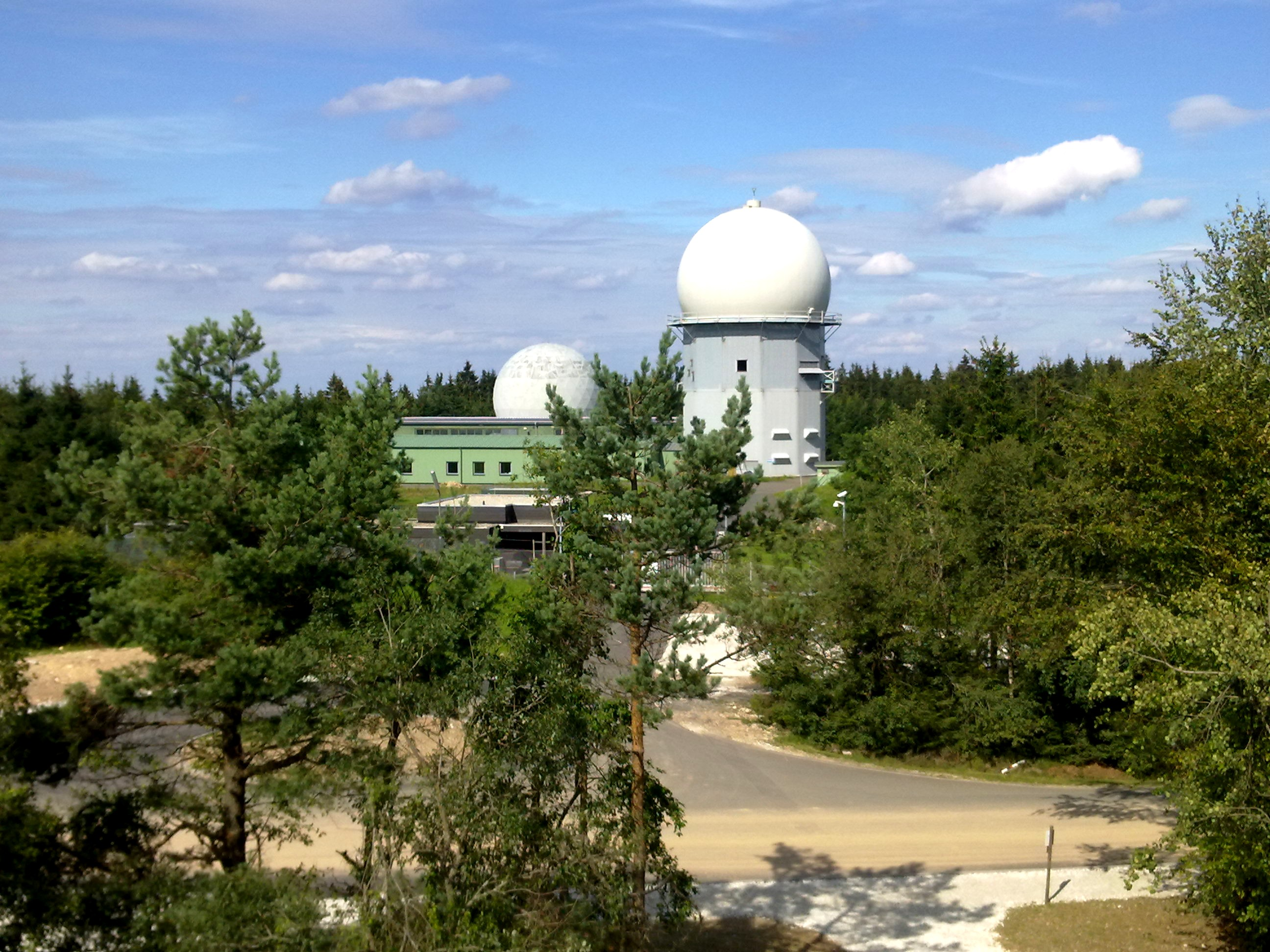
Wieża radarowa na szczycie
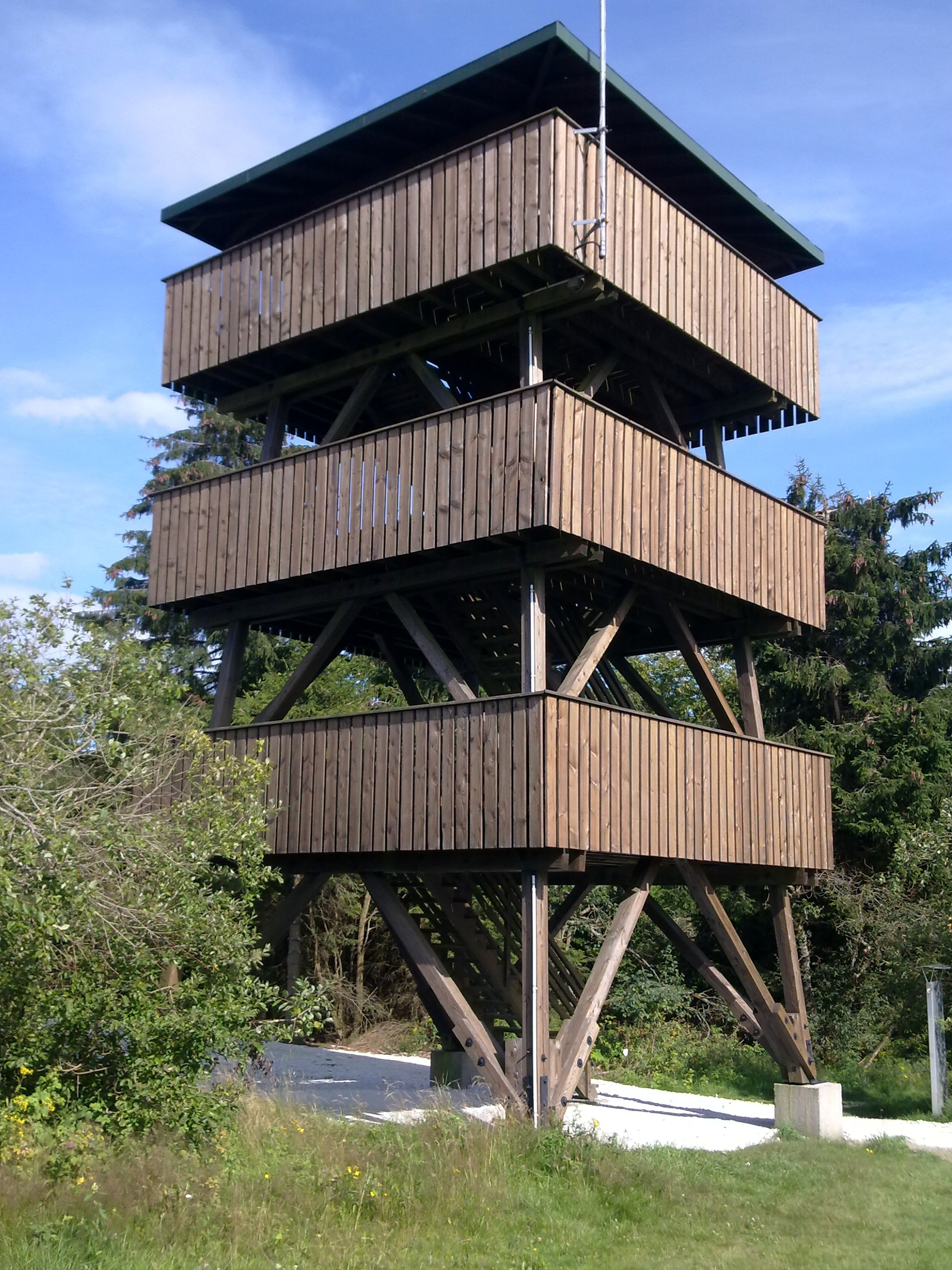
Wieża obserwacyjna
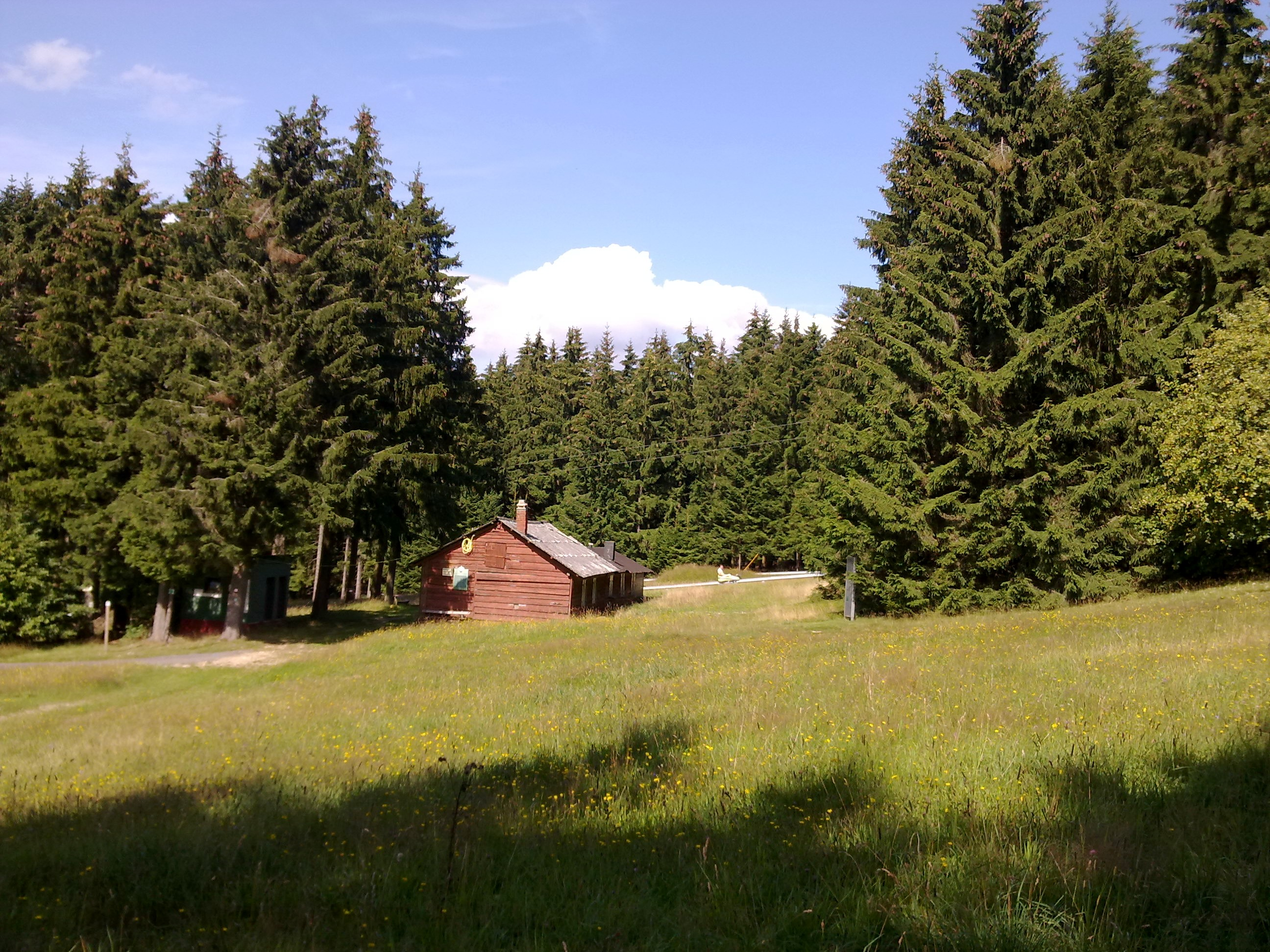
Tor saneczkarski